# Laurentius Danielis Ranzochius (död 1623)
Laurentius Danielis Ranzochius, död 1623 i Godegårds församling, Östergötlands län, var en svensk präst.

## Biografi
Laurentius Ranzochius härstammade från den danska ätten Rantzow eller Rantzau. Han blev 1608 kyrkoherde i Godegårds församling. Ranzochius avled 1623 i Godegårds socken.

### Familj
Ranzochius var gift med en till namnet okänd kvinna. De fick tillsammans barnen kyrkoherden Daniel Ranzochius (1616–1668) i Kättilstads församling, kyrkoherden Magnus Knoop (död 1655) i Örberga församling och komministern Ericus Conopaeus i Tjällmo församling. Den senare var far till Petrus Knoop (1655–1733).